# 西久保瑞穂
西久保 瑞穂（にしくぼ みずほ、1953年〈昭和28年〉1月15日 - ）は、日本の男性アニメーション作家、アニメ監督。東京都出身。

## 人物
本名は西久保 利彦（にしくぼ としひこ）。山口 直樹の名義を用いることもある。
押井守の下で演出を担当する際には本名を用いている。その場合の分担・工程として、
1. 絵コンテ・レイアウトチェック・音楽方面の指示・音響演出は押井が担当する。
2. 西久保がその後の上がってきた原画の芝居の内容・台詞の間をチェックする。
3. 美術ボード・色彩設定の色味を押井と二人でチェックする。
4. 美術・キャラクターの色味を西久保がチェックする。
5. 一通り撮影が終わったフィルムについて、撮影スタッフに西久保が細かく指示を出す。
6. 完成したカットを色彩設定・撮影スタッフ・西久保が再度通しで微調整を行う。
7. 押井と二人で分散ファイルシステムを駆使して再調整する。

という形で進行する。
音楽評論家の萩原健太はサークル（放送研究会）の2年後輩で友人。
妻は声優の水谷優子、従兄にロックミュージシャンの忌野清志郎がいる。

## 来歴
「何かモノを作ること」が好きということから、最初は音楽のプロデューサーとか面白そうと思ってレコード会社の入社試験を受けたが全て不合格。しかし特に音楽がやりたいわけではなく、モノを作るなら映画でも何でもいいじゃないかと考え直して、たまたま新聞でタツノコプロの求人広告を見て、早稲田大学在学中の1975年11月6日にプロデューサーを志望し、研修生としてタツノコプロへ入社。本人曰く、自分は元々「アニメのことはさっぱり知らない」ということだったが、入社した時は何か作れるんだったら何でもいいやと思っていたという。同期の真下耕一、うえだひでひとや2年遅れて入社した押井守らとともに「タツノコ四天王」と呼ばれた。1979年に退社し、テレビアニメ『ベルサイユのばら』『あしたのジョー2』などで出崎統に師事した。
1983年、タツノコプロ出身の宮田知行がプロデューサーを務めたテレビアニメ『みゆき』で初のシリーズ監督に抜擢される。以後、キティ・フィルムの三鷹スタジオでは宮田がプロデュースしたオリジナルビデオアニメ『街角のメルヘン』『軽井沢シンドローム』などの監督を歴任。青春ものを得意とした。宮田がキティフィルムから独立して、J.C.STAFFを設立するのと同じ頃、西久保は古巣のタツノコプロでテレビアニメ『赤い光弾ジリオン』の監督を手掛けた。かつての同僚の押井とうえだらが手伝い、アニメファンにも高い支持を得る。そしてこの作品の中心スタッフだった石川光久と後藤隆幸がI.G.タツノコ、後のProduction I.Gを設立。後に西久保がProduction I.Gを活動の拠点にする契機となる作品だった。
Production I.Gが企画・原作・制作のゲーム『やるドラ』シリーズのアニメーション監督を担当。
東京ディズニーリゾート『夢がかなう場所』やメルセデスベンツ『NEXT A-Class』のTVコマーシャルなども務める。
『デジタル・デビル物語 女神転生』ではプロデューサー業初となる鈴木敏夫と組んだ。
1994年11月19日、水谷と結婚。
2014年、『ジョバンニの島』がアヌシー国際アニメーション映画祭にて審査員特別賞を受賞した。その他ファンタジア国際映画祭、毎日映画コンクール、シカゴ児童映画祭など数々の賞を受賞する。
2016年、文化庁メディア芸術祭アニメーション部門審査員。
2019年、毎日映画コンクールアニメーション部門審査員。

## 参加作品

### 監督作品

#### テレビアニメ
1983年
- みゆき ※チーフディレクター

1987年
- 赤い光弾ジリオン ※チーフディレクター

1989年
- 天空戦記シュラト ※チーフディレクター

2004年
- お伽草子

#### 劇場アニメ
1990年
- 「エイジ」

2006年
- アタゴオルは猫の森

2009年
- 宮本武蔵 -双剣に馳せる夢-

2014年
- ジョバンニの島

#### OVA
1984年
- 街角のメルヘン ※総監督

1985年
- 軽井沢シンドローム ※総監督

1986年
- カリフォルニア・クライシス 追撃の銃火

1987年
- デジタル・デビル物語 女神転生

1988年
- 赤い光弾ジリオン 歌姫夜曲

1989年
- 天空戦記シュラト 天空界メモリアルズ ※天空戦記シュラトの総集編

1992年
- 電影少女 -VIDEO GIRL AI-
- ねこひきのオルオラネ

1994年
- 爆炎CAMPUSガードレス

#### Webアニメ
2012年
- NEXT A-Class

#### ゲーム
- やるドラシリーズ
  - ダブルキャスト（1998年、アニメーション監督）
  - 季節を抱きしめて（1998年、アニメーション監督・脚本・絵コンテ・演出）
  - サンパギータ（1998年、アニメーション監督）
  - 雪割りの花（1998年、アニメーション監督・絵コンテ・演出）
  - スキャンダル（2000年、アニメーション監督）

#### その他
- スライム冒険記 ウルフくん がんばるの巻（1998年）
- 東京ディズニーリゾート TVCM 夢がかなう場所（2012年）
- ミュージックビデオ　タテアニメ　パンダのブルース（2017年）

### 絵コンテ・演出など
1976年
- タイムボカン（演出）
- ポールのミラクル大作戦（1976年 - 1977年、演出）

1977年
- 一発貫太くん（演出）
- 風船少女テンプルちゃん（1977年 - 1978年、演出）
- とびだせ!マシーン飛竜（1977年 - 1978年、演出）

1978年
- 科学忍者隊ガッチャマンII（1978年 - 1979年、演出）

1979年
- 科学忍者隊ガッチャマンF（演出）
- アニメーション紀行 マルコ・ポーロの冒険（1979年 - 1980年、演出）
- ベルサイユのばら（1979年 - 1980年、演出）

1980年
- あしたのジョー2（1980年 - 1981年、ディレクター）

1981年
- 黄金戦士ゴールドライタン（1981年 - 1982年、脚本・演出）

1982年
- 太陽の子エステバン（絵コンテ・演出）
- うる星やつら（絵コンテ）

1985年
- 魔法のスターマジカルエミ（絵コンテ）

1986年
- 光の伝説（絵コンテ） ※山口直樹名義

1989年
- チンプイ（絵コンテ） ※山口直樹名義

1990年
- ロビンフッドの大冒険（絵コンテ） ※山口直樹名義

1990年
- 昆虫物語 みなしごハッチ（絵コンテ） ※山口直樹名義

1991年
- 天空戦記シュラト 創世への暗闘（シリーズ監修）

1992年
- HUMANE SOCIETY 〜人類愛に満ちた社会〜（絵コンテ） ※山口直樹名義
- 走れメロス（絵コンテ）

1993年
- 機動警察パトレイバー 2 the Movie（演出） ※西久保利彦名義

1995年
- GHOST IN THE SHELL / 攻殻機動隊（演出） ※西久保利彦名義

1997年
- GHOST IN THE SHELL / 攻殻機動隊 インターナショナル・ヴァージョン（演出）

1998年
- アキハバラ電脳組（絵コンテ） ※山口直樹名義
- サイレントメビウス（絵コンテ） ※山口直樹名義
- セイバーマリオネットJ to X（絵コンテ） ※山口直樹名義

2003年
- カレイドスター（絵コンテ） ※山口直樹名義

2004年
- イノセンス（演出） ※西久保利彦名義
- イノセンスの情景 Animated Clips（演出）

2006年
- 立喰師列伝（演出） ※西久保利彦名義

2008年
- スカイ・クロラ The Sky Crawlers（演出） ※西久保利彦名義

2010年
- あそびにいくヨ!（絵コンテ） ※山口直樹名義
- そらのおとしものf（フォルテ）（絵コンテ） ※山口直樹名義

2011年
- Persona4 the ANIMATION（絵コンテ） ※山口直樹名義

2012年
- Surprise 4 U オープニング篇（演出）
- Surprise 4 U ～沙月の不思議な挑戦～「昨日と今日」篇（演出）
- Surprise 4 U ～沙月の不思議な冒険～「今日と明日」篇（演出）

2015年
- 屍者の帝国（演出） ※西久保利彦名義

2021年
- ぶらどらぶ（演出） ※西久保利彦名義